# Anne-Marguerite Petit du Noyer
Pour les articles homonymes, voir Dunoyer.
Anne-Marguerite du Noyer, née Petit le 12 juin 1663 à Nîmes et morte en 1719, est une journaliste et une femme de lettres française. Elle était surtout connue au XVIIIe siècle par « sa vie aventureuse et mouvementée, dont ses Mémoires donnent une impression probablement déformée, et par une œuvre vaguement romanesque, les Lettres historiques et galantes ».

## Biographie

### Enfance
Anne-Marguerite Petit est aussi appelée Mme du Noyer ou Mme Dunoyer. Elle est issue d'une famille bourgeoise calviniste.
Sa mère, Catherine Cotton, étant morte peu après sa naissance, Anne-Marguerite fut placée chez sa tante maternelle, Mme Saporta, qui l'adopta à la suite de l'abandon de son père, Jacques Petit. Cette dernière l'éleva dans la religion protestante à Orange et lui donna une éducation très soignée, mais elle se convertit au catholicisme durant les années de persécution des huguenots après la révocation de l'édit de Nantes en 1685.

### Protestantisme
En 1686, elle épouse Guillaume du Noyer. 
Elle doit alors quitter la France une première fois sous un déguisement, le 1er janvier 1686. Elle s'installe d'abord à Genève, puis à La Haye. Parmi ses visiteurs célèbres figure Voltaire en 1713. Après maintes aventures qu'elle rapporte dans ses Mémoires, elle trouve refuge auprès de son oncle paternel, à La Haye. Mais, Gaspard Cotton, son oncle maternel, riche protestant converti, lui enjoint, quant à lui, de rentrer en France. Là, elle découvre que pendant son absence sa tante Saporta avait abjuré entre les mains de son parent, le célèbre père La Chaise. Elle tente de fuir une seconde fois en emmenant sa tante, mais elles sont arrêtées à Dieppe. Elle se reconvertit au calvinisme en 1701.
Sa confession protestante lui vaut moult persécutions. Elle se déplace et voyage beaucoup en Europe durant toute sa vie. Elle séjourne souvent à Avignon, ville qu'elle apprécie beaucoup et dont elle a laissé des descriptions enthousiastes. Elle apprécie la liberté des mœurs de cette enclave pontificale : « Outre ceux du pays, il y a toujours ici quantité d'étrangers que la curiosité attire et que l'agrément retient. Enfin, il y a ici quantité de femmes de condition ; le sang y est chaud et l'occupation la plus sérieuse dans ce pays c'est de chercher à plaire ; l'amour n'y est point malfaisant ; on ne connaît ni jalousie, ni désespoir ; les maris même pour la plupart sont traitables là-dessus et laissent à leurs femmes la liberté qu'ils prennent eux-mêmes. »

## Pionnière dans le journalisme
Anne-Marguerite Petit du Noyer est la première femme journaliste française connue pour sa couverture du traité d'Utrecht en 1713[pas clair],.
Elle devient l'une des plus célèbres femmes journalistes du début du XVIIIe siècle. Ses rapports sur les négociations menant à la paix d'Utrecht ont été lus dans toute l'Europe et admirés pour la distinction avec laquelle elle rapportait les scandales et les ragots,.

## Vie privée
Elle est la mère d'Olympe du Noyer, ou « Pimpette », née à Nîmes en 1692, dont François-Marie Arouet tombe amoureux à La Haye en 1713.

## Œuvres
- De la quintessence des nouvelles
- Mémoires
- Lettres historiques et galantes, Pierre Marteau, Cologne, 1707.
- « Reports (Some Scandalous) from Eighteenth-Century France », éd. et trad. de Nancy O'Connor, New England Review, 28, 2, 2007, p. 109-124 (traduction d’extraits de quelques-unes des Lettres historiques et galantes d’Anne-Marguerite Petit Dunoyer).

## Télévision
Dans la série Les Aventures du jeune Voltaire de 2021, elle est jouée par Stéphane Bissot.